# Ever Anderson
Ever Anderson (Los Angeles, 3 november 2007) is een Amerikaans-Brits actrice. Ze speelde onder andere een jonge Alicia Marcus / Red Queen in Resident Evil: The Final Chapter, een jonge Natasha Romanoff in Black Widow en Wendy Schat in Peter Pan & Wendy.

## Vroegere leven
Anderson werd geboren en getogen in Los Angeles, Californië als de dochter van actrice Milla Jovovich en regisseur Paul W. S. Anderson. Ze heeft twee jongere zussen. Anderson is van Russische en Servische afkomst via haar moeder en van Britse afkomst via haar vader.

## Biografie
De ouders van Anderson probeerden het acteren voor haar te ontmoedigen, maar konden haar er niet van weerhouden om net als hen in de filmwereld terecht te komen. Op negenjarige leeftijd stond ze al op de cover van Vogue Bambini, gefotografeerd door Ellen von Unwerth. Ook werd ze gefotografeerd door Karl Lagerfeld, Mikael Jansson en Peter Lindbergh.
Anderson maakte haar filmdebuut in Resident Evil: The Final Chapter, geregisseerd door haar vader, in 2016. Ze speelde een jonge Alicia Marcus, die als volwassene wordt gespeeld door haar moeder.
In maart 2020 werd bekend dat Anderson een jongere versie van Natasha Romanoff ging spelen in film Black Widow, onderdeel van het MCU. Ook verscheen ze als Wendy Schat in de film Peter Pan & Wendy in 2023.

## Filmografie

### Film
| Jaar | Titel                            | Rol                             | Opmerkingen |
| ---- | -------------------------------- | ------------------------------- | ----------- |
| 2016 | Resident Evil: The Final Chapter | jonge Alicia Marcus / Red Queen | [ 4 ]       |
| 2021 | Black Widow                      | jonge Natasha Romanoff          | [ 6 ]       |
| 2023 | Peter Pan & Wendy                | Wendy Schat                     | [ 6 ]       |